# Fledermauswochenstuben Kleingölitz
Fledermauswochenstuben Kleingölitz este o arie protejată (arie specială de conservare — SAC, sit de importanță comunitară — SCI) din Germania întinsă pe o suprafață de 0,01 ha, integral pe uscat.

## Localizare
Centrul sitului Fledermauswochenstuben Kleingölitz este situat la coordonatele 50°41′59″N 11°14′49″E / 50.6997°N 11.2469°E.

## Înființare
Situl Fledermauswochenstuben Kleingölitz a fost declarat sit de importanță comunitară în iunie 2004 pentru a proteja 2 specii de animale. Situl a fost protejat și ca arie specială de conservare în iulie 2008.

## Biodiversitate
Situată în ecoregiunea continentală, aria protejată nu include niciun habitat protejat.
La baza desemnării sitului se află mai multe specii protejate de  mamifere (2): liliac cârn (Barbastella barbastellus), liliacul mic cu potcoavă (Rhinolophus hipposideros)